# Dożynki

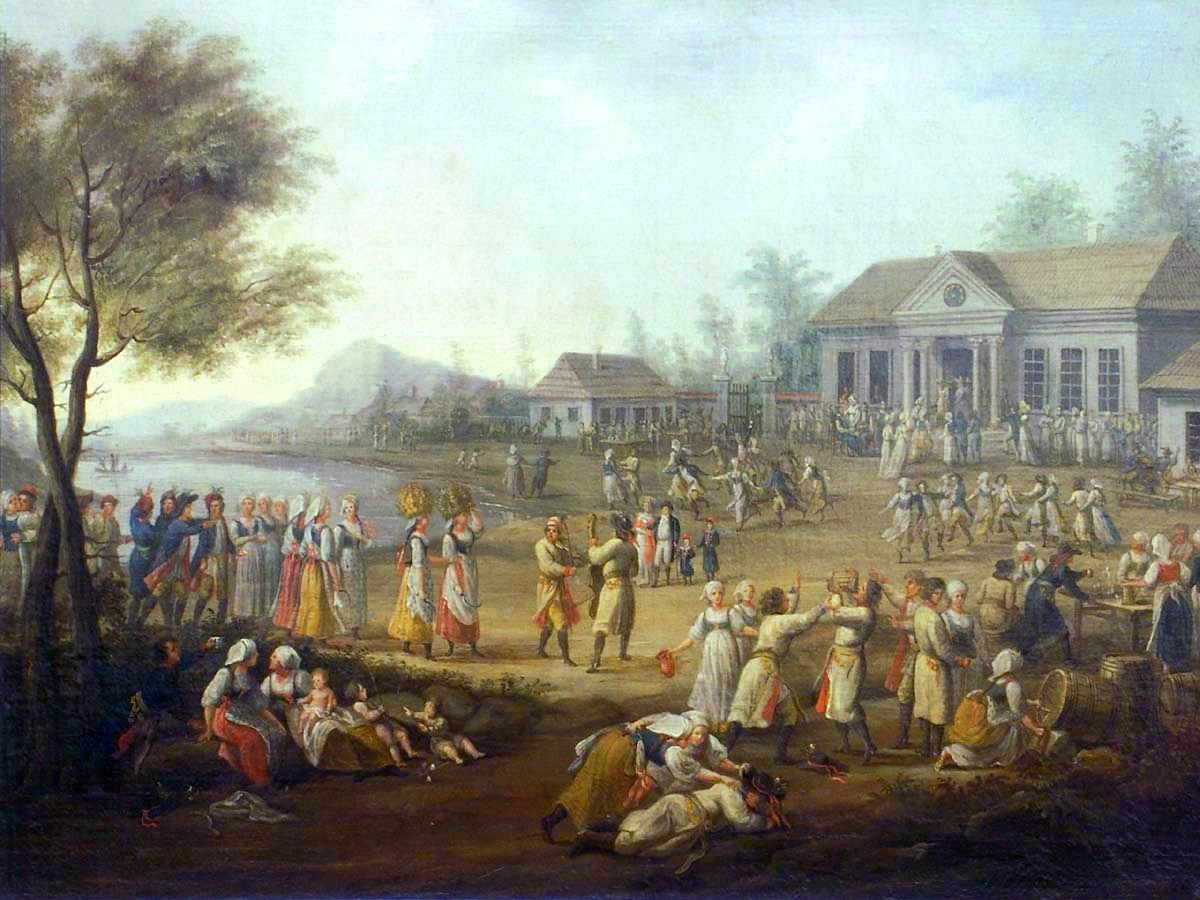
Dożynki von Michał Stachowicz, 1821

Dożynki ist ein polnischer Erntedankbrauch. Er hat seinen Ursprung in slawischer heidnischer Zeit und fand ursprünglich alljährlich am 23. September zur Herbstsonnenwende statt. In Polen und anderen slawischen Ländern wird noch an der Traditionen festgehalten, wenngleich sie durch das Christentum überlagert wird und mit dem katholischen Erntedankfest verschmilzt und daher meist an einem Sonntag um den 23. September begangen wird. Oft kommen die Bauern auf dem Feld zu einer Prozession mit Garben zusammen. 

## Herkunft
Ursprünglich wurden in heidnischer Zeit den letzten Garben vom Feld besondere magische Kräfte zugesprochen, die auch im nächsten Jahr eine reiche Ernte garantieren sollten. Daher wurde das Korn der letzten Garben für die erste Aussaat im nächsten Frühjahr aufgehoben. Die Garben werden mit Blumen und Schleifen geschmückt. Heutzutage werden sie in der Regel in die Kirche getragen und dort vom Priester gesegnet. Danach folgt das eigentliche Fest mit Trank, Speise und Tanz.